# Fantasia em três movimentos
Fantasia em três movimentos em forma de chôros is een compositie van Heitor Villa-Lobos.
Hij schreef het werk voor het American Wind Symphony van dirigent Robert Boudreau. Villa-Lobos kon met dit zijn werk zijn portofolio in de Verenigde Staten uitbreiden. Hij was destijds populairder in de Verenigde Staten, dan in zijn thuisland Brazilië. Dat is ook terug te vinden in dit werk, geschreven in Canada. Het kreeg haar première in de VS in 1958; Brazilië moest er tot 1992 op wachten. De eerste uitvoering kwam van de opdrachtgevers uit Pittsburgh en vond plaats op 26 februari 1958. Villa-Lobos baseerde zijn werk op de fantasie en de chôros.   
Het werk bestaat uit drie delen:
- Andante quasi adagio
- Allegretto (scherzando) – Meno and broader – Tempo I
- Molto allegro – Allegro meno mosso – Allegro giusto – Andante – Piu mosso – Sempre piu mosso – molto allegro.

Orkestratie:
- 2 piccolo's, 6 dwarsfluiten, 6 hobo's, 2 althobo's, 1 es-klarinet, 6 klarinetten, 1 basklarinet, 1 contrabasklarinet, 6 fagotten, 2 contrafagotten
- 6 hoorns, 3 bestrompetten, 2 c-trompetten, 4 trombones, 2 bastrombones, 1 tuba
- pauken, percussie, celesta, piano en harp en 2 contrabassen,

Voor hetzelfde orkest schreef Villa-Lobos het jaar daarop zijn Concerto grosso. 